# Pietro Bettelini

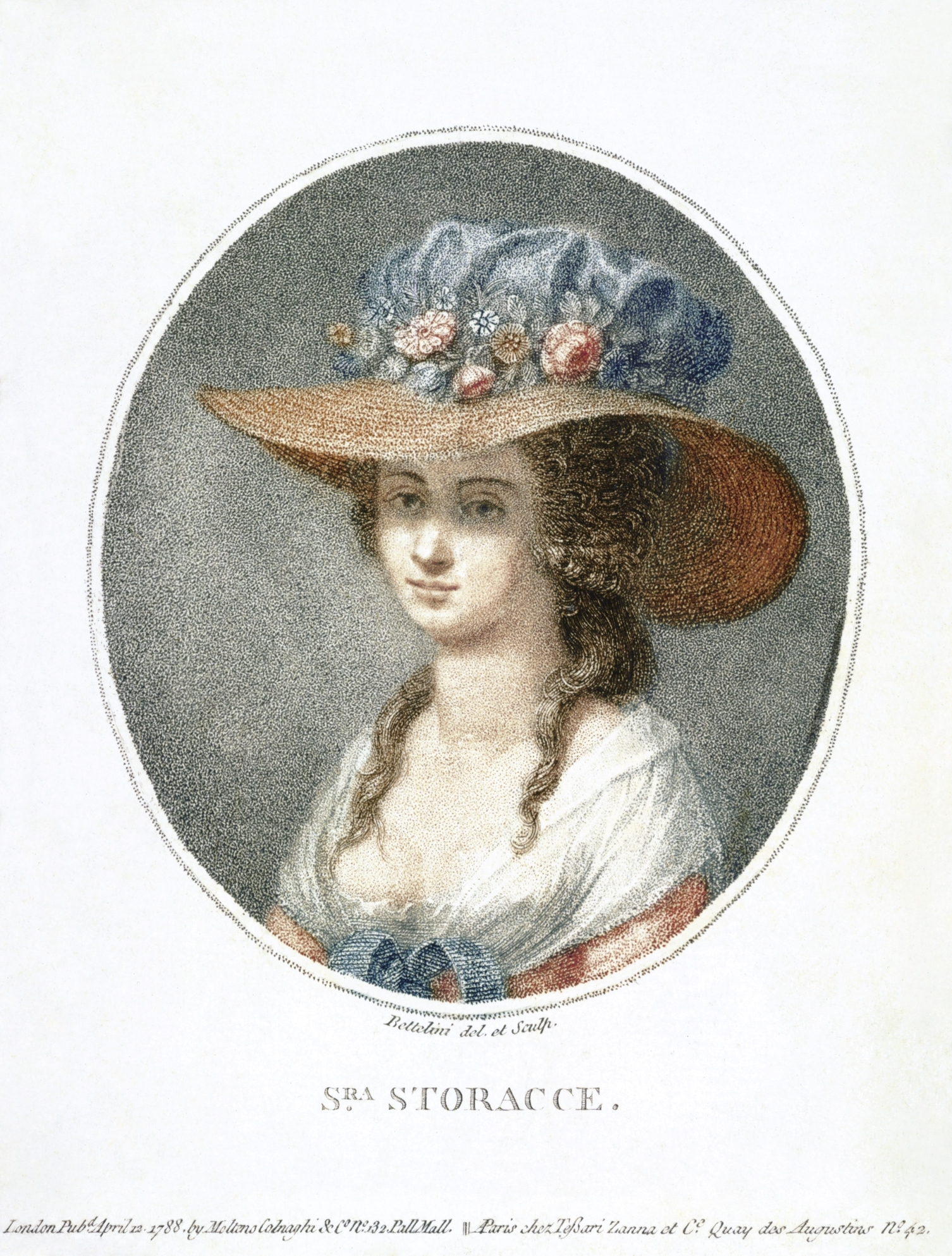
Porträtt föreställande Nancy Storace av Pietro Bettelini.

Pietro Bettelini, född den 6 september 1763, död den 27 september 1828, var en italiensk kopparstickare.
Bettelini var lärjunge till Francesco Bartolozzi och Raffaello Morghen. Hans främsta arbeten är Gravläggningen (efter Andrea del Sarto), Madonna col divoto (Correggio), Marias himmelsfärd (Reni) samt Alexandertåget och andra reliefer efter Thorvaldsen.